# Bookends
Bookends je čtvrté studiové album dvojice Simon & Garfunkel vydané 3. dubna 1968. Producentem alba byli Paul Simon, Roy Halee a Art Garfunkel.
Album Bookends se umístilo na prvním místě žebříčku časopisu Billboard v USA i v Británii. Také singly z tohoto alba se umístily v žebříčku: "A Hazy Shade of Winter," "At the Zoo," "Fakin' It" a "Mrs. Robinson,", které obsadily 13., 16. 23. a 1. místo.
Roku 2003 bylo album uvedeno jako 233. v žebříčku 500 nejlepších alb časopisu Rolling Stone.

## Vydání
- LP: Columbia KCL-2729 (mono)/KCS 9529 (stereo) - poslední album dvojice Simon & Garfunkel vydané jako mono, tak stereo. Mono verze byla vylisována v omezeném množství a je sběratelskou raritou. Mono verze je také zvukově odlišná od stereo verze.

## Seznam skladeb
Pokud není uvedeno jinak autorem skladeb Paul Simon.
1. "Bookends Theme" (Instrumentální) – 0:32
Nahráno: 1968
2. "Save the Life of My Child" – 2:49
Nahráno: 14. prosinec 1967
3. "America" – 3:34
Nahráno: 1. únor 1968
4. "Overs" – 2:14
Nahráno: 16. říjen 1968
5. "Voices of Old People" (Art Garfunkel) – 2:09
Nahráno: 6. únor 1968
  - Zvuková koláž nahraná Artem Garfunkelem na různých místech v New Yorku a Los Angeles. Uváděny jsou United Home for Aged Hebrews a California Home for the Aged at Reseda.
6. "Old Friends" – 2:36
Nahráno: 1968
7. "Bookends" – 1:16
Nahráno: 1968
8. "Fakin' It" – 3:14
Nahráno: červen 1967
9. "Punky's Dilemma" – 2:10
Nahráno: 5. říjen 1967
10. "Mrs. Robinson" – 4:02
Nahráno: 2: únor 1968
11. "A Hazy Shade of Winter" – 2:17
Nahráno: 7. září 1966
12. "At the Zoo" – 2:21
Nahráno: 8. leden 1967

### Bonus tracks (2001 CD reissue)
1. "You Don't Know Where Your Interest Lies" – 2:19
Nahráno: 14. červen 1967
2. "Old Friends" (Demo) – 2:11
Nahráno: 1968

## Hudebníci a ostatní
- Paul Simon - zpěv, kytara, produkce
- Art Garfunkel - zpěv, produkce
- Hal Blaine - bicí, perkuse
- Joe Osborn - basová kytara
- Larry Knechtel - klavír, klávesy
- John Simon - asistent produkce
- Roy Halee - producent, režisér
- Jimmie Haskell - aranžmá
- Bob Johnston - asistent produkce
- Richard Avedon - autor obalu